# جنگ تمام‌عیار: آتیلا
جنگ تمام‌عیار: آتیلا (به انگلیسی: Total War: Attila)، یک بازی ویدئویی استراتژی به سبک استراتژی نوبتی می‌باشد، این بازی در ۷ فوریه سال ۲۰۱۵ توسط کمپانی سگا برای بن‌سازه رایانش مایکروسافت ویندوز، لینوکس و مک‌اواس ارائه گشت. این نهمین بازی از مجموعه بازی جنگ تمام‌عیار است. شخصیت اصلی این سری آتیلا (فرمانروای سلسله هون‌ها در اوایل قرن پنجم) و حکومت‌های آن (قابل بازی) هون‌ها و روم شرقی و روم غربی و ساسانیان و … می‌باشد.

## گروه‌های بازی

### گروه‌ها بر اساس فرهنگ
قبایل کوچ نشین
- هون‌ها
- هون‌های سفید

امپراتوری روم
- امپراتوری روم شرقی
- امپراتوری روم غربی

امپراتوری شرقی
- شاهنشاهی ساسانی

مهاجران بزرگ
- سوئبی‌ها
- وندال‌ها
- آلان‌ها
- اوستروگوت‌ها
- ویزیگوت‌ها

پادشاهی‌های بربر
- لمباردها
- بورگوندی‌ها
- ساکسون‌ها
- آلامان‌ها
- فرانک‌ها

وایکینگ‌ها
- دان‌ها
- جوت‌ها
- جیتس

سلت‌ها
- ابدانیان
- پیکت
- کالدونی‌ها

پادشاهی‌های بیابان نشین
- آکسوم
- لخمیان
- تنوخی‌ها
- حمیر
- گارمنتی‌ها

اسلاوها
- اسکلاونی‌ها
- آنتی‌ها
- وندیسی‌ها

### گروه‌ها در (آخرین رومی)
- پادشاهی وندال‌ها
- پادشاهی استروگوت‌ها
- پادشاهی فرانک‌ها
- پادشاهی ویزیگوت

### گروه‌ها در (دوران شارلمانی)
- پادشاهی شارلمانی
- پادشاهی آستوریاس
- آوارها
- امارت کوردوبا
- پادشاهی دانمارکی‌ها
- پادشاهی لومباردها
- پادشاهی مرسیا
- وست‌فالن

## گیم پلی
بازی در دوران باستان جریان دارد و از سال ۳۹۵ میلادی آغاز می‌شود و باید تا سال ۴۰۰ میلادی زده ماند و از سال ۴۰۰ به بعد آتیلا ظهور می‌کند. بازی‌کننده می‌تواند با انتخاب یکی از تمدن‌های موجود بازی را آغاز کند. این بازی به‌طور کلی دنبالهٔ جنگ تمام‌عیار: روم ۲ می‌باشد؛ که برخی ویژگی‌ها به آن افزوده شده‌است. از این ویژگی‌ها قابلیت تخریب و نابودی شهرها و آتش‌سوزی می‌باشد.